# Brackley
Pronunciação
Brackley é uma cidade mercantil em West Northamptonshire, em Northamptonshire, Inglaterra, na fronteira com Oxfordshire e Buckinghamshire, a 31 quilômetros de Oxford e a 35 quilômetros de Northampton. Tinha uma população estimada em 2016 de 13 833 habitantes.
Historicamente, é uma cidade mercantil baseada no comércio de lã e renda, foi construída nas rotas comerciais que se cruzam entre Londres, Birmingham e Midlands e Cambridge e Oxford. Brackley fica perto de Silverstone e é a sede da equipe de Fórmula 1 da Mercedes.